# ルール (舞曲)
ルール（フランス語： loure）または「遅いジグ（フランス語：gigue lente、英語：slow gigue）」とは、フランスのバロックダンスの1形式。ノルマンディーで生まれたものと見られ、同名の楽器（ミュゼットの一種）からその名がついた。
ルールのテンポは、スロー、あるいはモデラートで、拍子は6/8、3/4、6/4である。1拍めにアクセントがあり、伝統的なルールでは、先行する弱起でそれはより強められる。
ヨハン・ゴットフリート・ヴァルターはその著書『音楽事典』（1732年、ライプツィヒ）の中で、ルールのことを「スローで儀式張ったもの。それぞれの半小節の最初の音符に見てわかるよう付点がつけてある」と書いている。
ルールの例は、ジャン＝バティスト・リュリ（『アルセスト』他）、ヨハン・ゼバスティアン・バッハ（『フランス組曲』第5番、『無伴奏ヴァイオリンのためのパルティータ第3番』他）に見られる。
なお、「ルレ（Louré）」という語は弦楽器の運弓法も指す語である（イタリア語：portato）。